# Крупник
Кру̀пник е село в Югозападна България. То се намира в община Симитли, област Благоевград.

## География
Крупник е разположено на 7 km югозападно от град Симитли, в североизточните склонове на Крупнишкия рид, от западната страна по поречието на река Струма, преди тя да навлезе в Креснеския пролом. Надморската височина на селото е 750 m.

## История

### Античност и Средновековие
Северозападно от селото, в местността Свети Георги е открита късноантична гробница от IV век, която принадлежи към рядко срещан архитектурен тип. В източната част на Крупник е открито късноантично селище и средновековен некропол, обявени за паметник на културата в 1973 година. Югозападно от Крупник, в местността градището са останките на късноантична и средновековна крепост, която също е обявена за паметник на културата.

### В Османската империя
През XV век Крупник, вероятно поради своето икономическо издигане, става център на епархия. Епархията съществува и през XVI век. Границите ѝ не са установени точно, но тя е обхващала несъмнено околността на Крупник, която ще да е съвпадала с днешното Благоевградско. Изглежда, тя е включвала и Дупнишко и Рилския манастир. Катедралната епископска църква „Света Троица“, чиито останки са разкрити в югоизточната част на селото, е превърната в джамия, която по-късно е разрушена. От 1965 година църквата е паметник на културата. В края на XV век Владислав Граматик дава писмени сведения за Крупник. Наследство от Крупнишката епархия е известното Крупнишко евангелие – среднобългарски писмен паметник от началото на XVI век, дарен в 1577 година от митрополит Йоасаф Крупнишки на Рилския манастир, където се съхранява.
В XVII век селището е помохамеданчено, но населението запазва българския си език. В османски регистър на джелепкешаните от 1576 година Крупник е посочено като село с 3 български християнски домакинства. Също с толкова е посочено и в документ от 1650 година.
В XIX век основният поминък на крупничани е земеделието – отглеждане на памук, тютюн, дини и зеленчуци. В средата на века Неофит Рилски описва селото така:
| „ | Крупник тука що се споменуваест едно село големо в Джумалийската кааза, което е било некога [уви!] митрополия на български митрополити (каквото ще се назначи в следующем со свидетелство). Но по време, като си изменили верата тамошните християние и прияли мохамеданството, днес нема ни един христянин в него. И замечателно е защо тия крупничанье турци най-враждебни са от другите турци и непримирителни врази на соседните си християни българи, ако и да произхождат и они от това истото българско поколение, защото им свидетелствувтат и древните обичаи, които са имали еднакви с българите, докле са били християне, от които (обичаи) и еще много содержаават неизменни и в отоманствотото си. И от това се познава явно колко велико влияние има религиозний дух над человечествотото! | “ |

В 1891 година Георги Стрезов пише за селото:
| „ | Крупник, село по същата посока, 1/2 час по на Ю от Симитлия. Разположено в едно долище до друма. Оттук надолу пътят става твърде тесен и стръмен, какъвто е в Рупелския проход; особено лошав е пътят до Крива ливада, 1 час на Ю от Кресна. Къщи 120, помаци. И тук се сее добър тютюн; има и градини. | “ |

Съгласно статистиката на Васил Кънчов („Македония. Етнография и статистика“) към 1900 година Крупник (Крупникъ) е българомохамеданско селище. В него живеят 660 българи мохамедани и 65 цигани.
В 1904 година в района става силното Крупнишко земетресение.
Според данни на Неврокопската митрополия в 1907 година в селото има 54 българи християни, вероятно преселници от околните села.

### В България
По време на Балканската война, на 12 – 13 октомври (нов стил 25 – 26 октомври) 1912 г., край Крупник се състои бой между настъпващата Трета бригада на Седма пехотна рилска дивизия и османски войски, при който османците са разбити и Крупник е овладян от българските войски. Помашкото население на Крупник се изселва заедно с отстъпващите турски войски.
Според Димитър Гаджанов в 1916 година в Крупник са останали 2 – 3 помашки семейства. По-късно малка част от бежанците се завръща в селото. В началото на 1923 година Антон Попстоилов пише, че „неприветливите и неудобни къщички“ на Крупник са препълнени с бежанци от Вардарска и Егейска Македония и с преселници от околните села. От 179-те семейства в селото 11 са на местни помаци, 54 – на бежанци от Зарово, Солунско, 53 са от Кресна, 23 – от Сърбиново, 19 – от Сушица, 7 – от Падеж, 3 – от Тросково, 3 – от Берово, 2 – от Драглища, Разложко, по 1 – от Куманово, Горни Порой, Демирхисарско, Рила, Фролош.
През 1918 година в селото е образувана дружба на БЗНС, а в 1919 година е основана структура на БКП (т.с.). В същата 1919 година на гара Крупник е образувана секция на Съюза на транспортните работници и гарата е център на стачкуващите по линията Горна Джумая – Петрич по време на Транспортната стачка в 1919 – 1920 година.
По време на Септемврийското въстание от 1923 г. местният комунистически партиен секретар въпреки нарежданията отказва да вдига бунт. Около 11 местни комунисти и земеделци са арестувани. През август 1925 година органите на ВМРО разкриват нелегална група на БКП (т.с.) в Крупник и извършват арести. Активисти на БКП и БЗНС са осъдени от организационен съд на различни наказания, включително и на смърт.
В 1932 година в селото е учредена кредитната кооперация „Единство“, а през 1942 година – сдружение „Виктория“.
В 1935 година е завършена и осветена църквата „Свети Архангел Михаил“ в центъра на селото и селският събор е на Архангеловден. Освен „Свети Архангел Михаил“, край старата епископска катедрала в 1994 – 1995 година е изграден параклис, също посветен на Светата Троица. Параклиси има и в най-високата част на крепостта Градище – „Свети Иван Рилски“, и в подножието на крепостта – „Свети Илия“. Селото има два оброка – „Свети Георги“ – при късноантичната Крупнишка гробница и „Свети Димитър“ – при руините на античното селище.
В 1985 година Крупник има 2444 жители.

## Население

### Етнически състав
Преброяване на населението през 2011 г.
Численост и дял на етническите групи според преброяването на населението през 2011 г.:
|                     | Численост |
| Общо                | 2078      |
| Българи             | 1493      |
| Турци               | –         |
| Цигани              | 39        |
| Други               | 9         |
| Не се самоопределят | 4         |
| Неотговорили        | 533       |

## Личности
Родени в Крупник
- Велин Георгиев (1933 – 2019), български писател
- Георги Мавродиев (1928 – 2014), български и северномакедонски физик
- Иван Неврокопски (р. 1926), български политик
- Крум Неврокопски (1930 – 2004), юрист и политик
- Мартин Тошев (р. 1990), български футболист

Починали в Крупник
- Найден Стойков Стоевски, български военен деец, подпоручик, загинал през Междусъюзническа война[14]
- Ташко Комитов (1894 – 1925), български революционер, анархист

Свързани с Крупник
- Петър Сучев, деец на ВМРО, родом от Зарово, бежанец в Крупник, според Иван Михайлов: „Тактиченъ, буденъ, симпатиченъ човѣкъ. Вѣренъ на Дѣлото“.[15]

## Празници
На първи януари в селото се чества Сурва, като кукери обикалят и играят за здраве и плодородие.